# Guy Newall
Guy Newall (Isola di Wight, 25 maggio 1885 – Hampstead, 25 febbraio 1937) è stato un regista, sceneggiatore e attore britannico.

## Biografia
Inizialmente unitosi ad una compagnia itinerante di pantomima, Newall, specializzato in ruoli comici, ha iniziato ad inserirsi nel circuito teatrale londinese. Allo scoppio della prima guerra mondiale si trovava in tournée con Marie Tempest negli Stati Uniti. Rimpatriato, ha iniziato la carriera di attore cinematografico accettando piccoli ruoli e realizzando sceneggiature per la London Film Company, per poi arruolarsi nella Royal Garrison Artillery, dove ha conosciuto il fotografo autodidatta George Clark, poi divenuto produttore cinematografico.
Al termine della guerra, Clark e Newall hanno fondato la casa di produzione Lucky Cat Films (in seguito denominata George Clark Productions) e hanno iniziato il finanziamento per la costruzione dei nuovi teatri di posa, Beaconsfield Studios, realizzandovi diversi film fino al 1924, anno in cui Newall si è temporaneamente allontanato dal cinema, pur continuando la carriera teatrale. Nel 1924 Guy Newall ha pubblicato il romanzo Husband Love, poi adattato per il teatro.
Nel 1927 Newall è ritornato al cinema, sia come attore che come regista, attivo fin verso la metà degli anni Trenta, quando la sua salute ha cominciato a deteriorarsi, fino a trovare piuttosto improvvisamente la morte nel 1937.

## Vita privata
Guy Newall si è sposato in prime nozze nel 1922 con l'attrice Ivy Duke, che ha recitato in diversi suoi film, e dalla quale ha divorziato nel 1929. In terze nozze ha sposato l'attrice con Dorothy Batley, con la quale ha avuto una figlia.

## Filmografia

### Regista
- The Bigamist (1921)
- Fox Farm (1922)
- Beauty and the Beast, cortometraggio (1922)
- Boy Woodburn (1922)
- A Maid of the Silver Sea (1922)
- The Persistent Lovers (1922)
- The Starlit Garden (1923)
- What the Butler Saw (1924)
- The Other Mr. Pipps, cortometraggio (1931)
- Rodney Steps In (1931)
- The Rosary (1931)
- The Marriage Bond (1932)
- The Chinese Puzzle (1932)
- Chin Chin Chinaman (1932)
- The Admiral's Secret (1934)

### Attore
- The Heart of Sister Ann, regia di Harold M. Shaw (1915)
- Esther, regia di Maurice Elvey, cortometraggio (1916)
- Driven, regia di Maurice Elvey (1916)
- Vice Versa, regia di Maurice Elvey (1916)
- Money for Nothing, regia di Maurice Elvey (1916)
- Mother Love, regia di Maurice Elvey (1916)
- Trouble for Nothing, regia di Maurice Elvey (1916)
- The Manxman, regia di George Loane Tucker (1916)
- Smith, regia di Maurice Elvey (1917)
- Comradeship, regia di Maurice Elvey (1919)
- The Garden of Resurrection, regia di Arthur Rooke (1919)
- I Will, regia di Kenelm Foss e Hubert Herrick (1919)
- Fancy Dress, regia di Kenelm Foss (1919)
- The Lure of Crooning Water, regia di Arthur Rooke (1920)
- Duke's Son, regia di Franklin Dyall (1920)
- The Bigamist, regia propria (1921)
- Beauty and the Beast, cortometraggio, regia propria (1922)
- Boy Woodburn, regia propria (1922)
- A Maid of the Silver Sea, regia propria (1922)
- The Persistent Lovers, regia propria (1922)
- The Starlit Garden, regia propria (1923)
- What the Butler Saw, regia propria (1924)
- Ghost Train, (Der Geisterzug) regia di Géza von Bolváry (1927)
- Number 17 (Haus Nummer 17), regia di Géza von Bolváry (1928)
- The Road to Fortune, regia di Arthur Varney (1930)
- The Eternal Feminine, regia di Arthur Varney (1931)
- Potiphar's Wife, regia di Maurice Elvey (1931)
- The Marriage Bond, regia propria (1932)
- Grand Finale, regia di Ivar Campbell (1936)
- Merry Comes to Town, regia di George King (1937)